# Mãe e Filhas
Mãe e Filhas ou La Promenade, é uma pintura a óleo sobre tela do pintor impressionista francês Pierre-Auguste Renoir data de 1876. Embora a pintura seja comummente conhecida com o primeiro título, Renoir exibiu-a com a segunda designação em 1876. A obra está exposta numa alcova debaixo de uma escadas no Frick.